# Hohneck
De Hohneck is met 1363 meter hoogte na de Grand Ballon en de Storkenkopf de op twee na hoogste top van de Vogezen. Hij ligt op de grens van de Elzas (departement Haut-Rhin) en Lotharingen (departement Vogezen).  De wandelroute GR5 loopt over de top. Op de berg bevindt zich een berghut met restaurant en winkeltje. De top is via een pad te bereiken vanaf de Route des Crêtes, die in de richting noord-zuid alle hoogten van het massief van de Vogezen met elkaar verbindt. Aan de Hohneck ligt het Nationaal natuurreservaat Frankenthal-Missheimle.

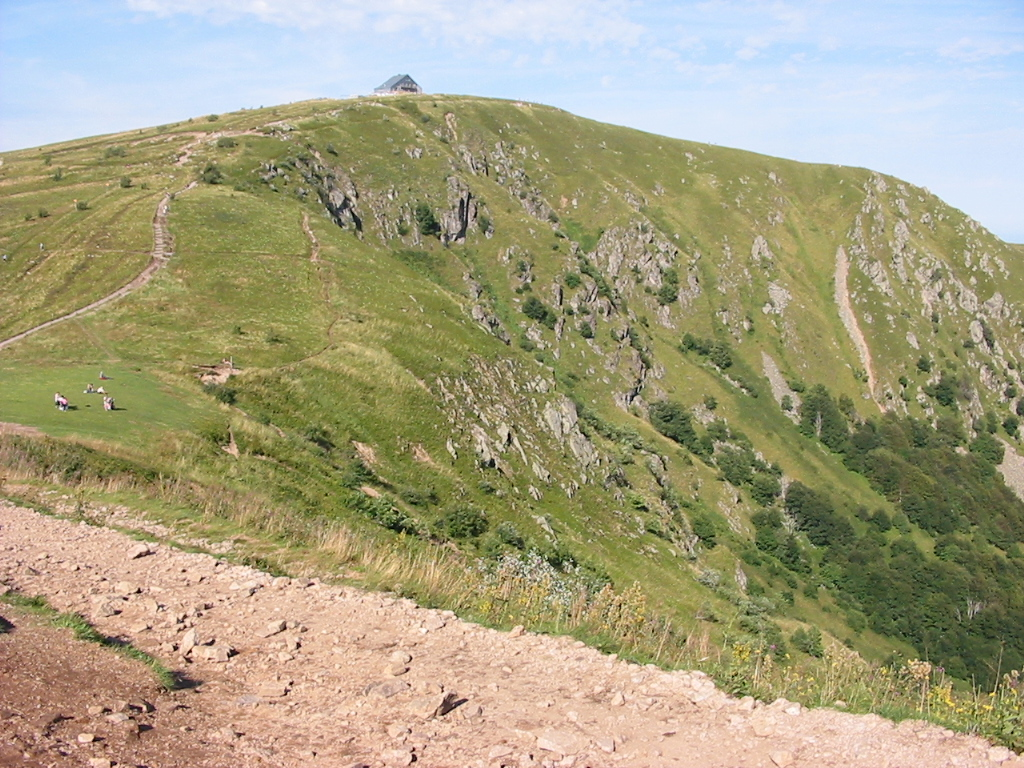
De Hohneck